# Zum Kater Hiddigeigei
Koordinaten: 40° 33′ 2,16″ N, 14° 14′ 38,04″ O

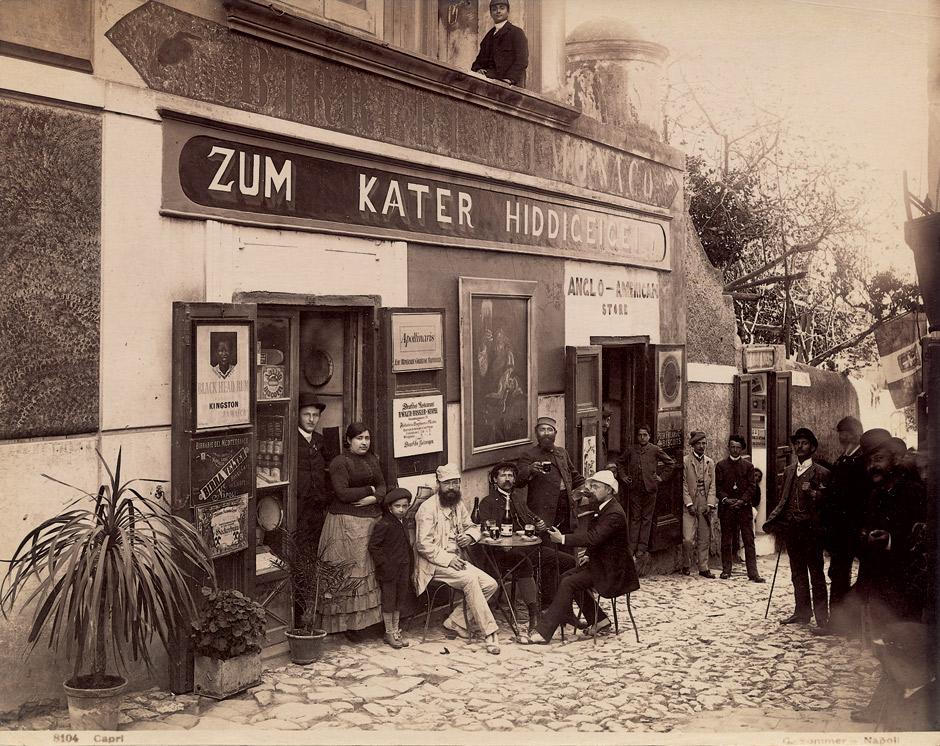
Zum Kater Hiddigeigei, 1886

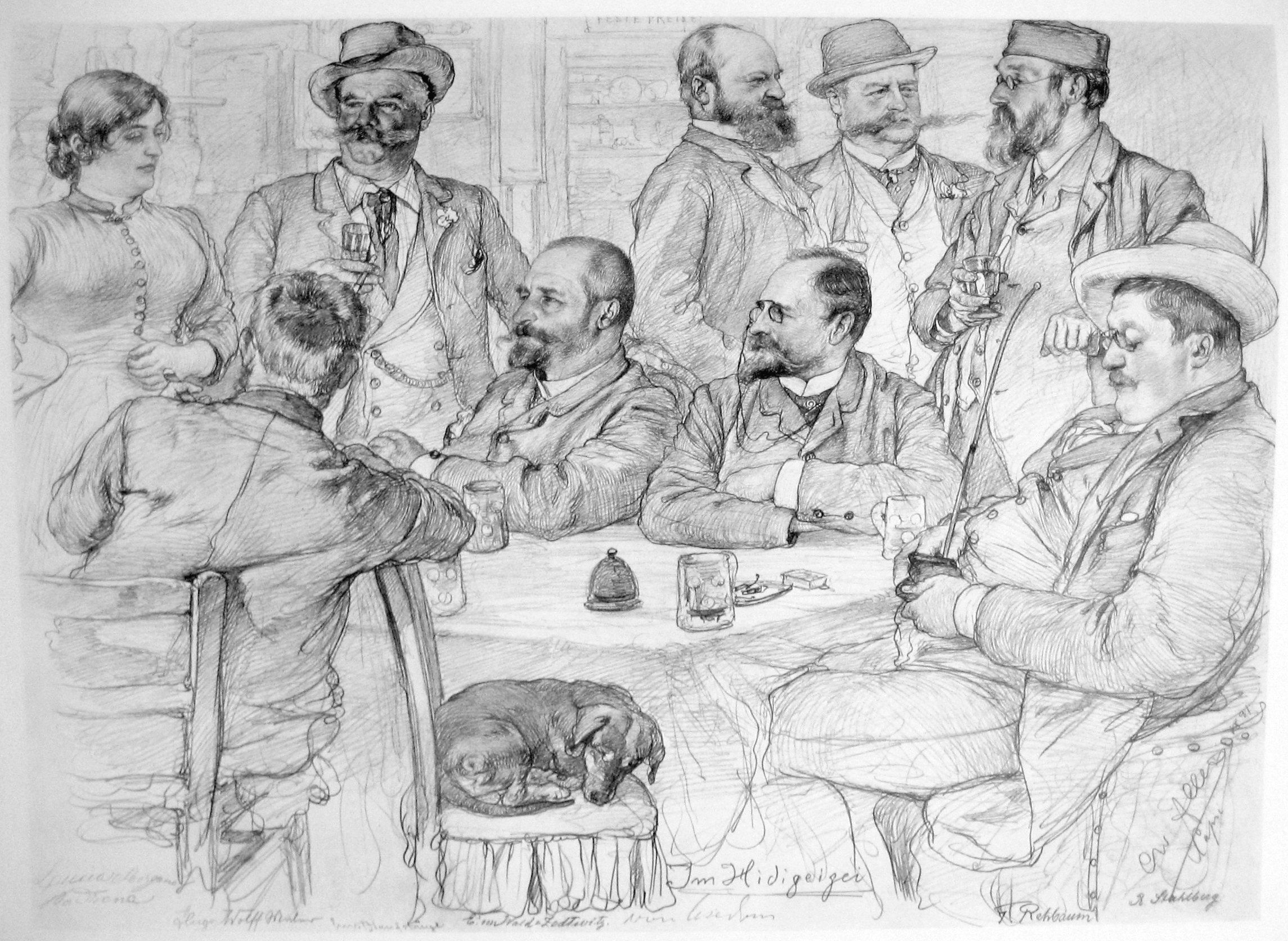
Gäste im Hiddigeigei, Zeichnung von C.W. Allers. Links die Wirtin Donna Lucia.

Zum Kater Hiddigeigei hieß ein beliebtes Lokal auf Capri. Es befand sich im Erdgeschoss des Palazzo Ferraro. Gegründet wurde es in den 1860er Jahren von Lucia und Giuseppe Morgano, im Jahr 1873 erhielt es den Namen Zum Kater Hiddigeigei.
Das Lokal war nach dem Kater Hiddigeigei in Joseph Victor von Scheffels Versepos Der Trompeter von Säckingen benannt, welches dieser im nahe gelegenen Hotel Pagano vollendete. Zeitweise galt es als bekannteste Einkehrmöglichkeit auf Capri überhaupt. Es befand sich in der seit 1894 so benannten Via Hohenzollern (heute: Via Vittorio Emanuele) und gehörte Lucia Morgano. Werbeaufschriften, die auf Fotografien dokumentiert sind, zeigen deutsche und englische Texte.

„Zum Kater Hiddigeigei, bei der Piazza, abends Sammelpunkt der Deutschen, gut und nicht teuer, Bier vom Faß, der Besitzer Morgano verkauft auch Kolonialwaren, Bücher (Depot von E. Prass in Neapel), Papier u.s.w. und wechselt Geld.“

„Vor dem Lokal, im Schaufenster und innen ein buntes Sammelsurium von Stiefeln, Schnapsflaschen, Bildern, Mahagonitischchen, Wichse, Häringsschachteln, Badehosen, Schweizer Käse, schöner Literatur und Zahnbürsten – und in diesem Chaos als Herrscherin thronend die noch immer stattliche Wirtin Donna Lucia mit den Flammenaugen, und ihr schwarzes Prinzeßlein Annina.“

## Lokale an anderen Orten
Ein ebenfalls nach dem literarischen Vorbild benanntes Hotel und Restaurant gibt es auch heute noch in der Innenstadt von Bad Säckingen. Dort steht am Rheinufer auch ein Brunnen mit einer figürlichen Darstellung des Katers Hiddigeigei.